# Aderus rubrus
Aderus rubrus es una especie de coleóptero de la familia Aderidae. La especie fue descrita científicamente por Manuel Martínez de la Escalera en 1922.

## Distribución geográfica
Habita en Bioko (Fernando Póo) (Guinea Ecuatorial).